# Sin fallos (novela)
Sin fallos (título original en inglés: Without Fail) es un thriller del autor británico Lee Child. Es la cuarta novela de la saga de Jack Reacher. Fue publicada originalmente por Bantam Press (UK) y Putnam (US). En Argentina y España fue editada en 2022 por Blatt & Ríos, con la traducción de Aldo Giacometti.

## Sinopsis
Se acerca el invierno y a Reacher lo buscan desde el corazón del poder: el Servicio Secreto de los Estados Unidos. La misión es tan secreta como urgente, y el más mínimo fallo puede poner en riesgo a la democracia más sólida del planeta.
Entre pistas ambiguas, desconfianzas y la presencia fantasmal de su hermano, Reacher deberá afinar al extremo sus sentidos y mantener su cabeza despejada para investigar las intrigas de Washington y de las fuerzas de seguridad. Una milésima de segundo puede resultar fatal, y de él y de su hábil colega Neagley dependerá el éxito de la misión.
Fiel a su estilo, Reacher deberá garantizar la seguridad del vicepresidente electo, descubrir el foco del peligro y responder a las agresiones, sin fallos.

## Recepción
Varios diarios hay reseñado y elogiado la entrega de Child. Entre ellos, el diario La Nación considera que Sin fallos es "Capaz de elastizarse desde el ritmo frenético del thriller de acción hasta la cuidadosa paciencia exigida por el enigma policial clásico"
. Para el diario La Prensa "El ex policía militar protagoniza una saga policial absolutamente cautivante; son esos libros que magnetizan los dedos, imposibles de abandonar hasta la última página."
Para el escritor y crítico Elvio Gandolfo, 

Tal vez la originalidad mayor de Child sea respetar y llevar a gran altura los rasgos del género, y hacer su propio juego de autor de calidad. Es un libro “cargado”. No sólo una agente del Servicio Secreto yanqui lo invita a atentar contra el vicepresidente (sic), para poner a prueba la seguridad real del grupo que ella integra. Además, dato nada menor, en su momento fue novia del hermano muerto, Joe, hasta que se separaron. Como gran jugador, Child hace que establezca una relación con Jack Reacher. Los datos de acción e intriga se mezclan con sutiles efectos emocionales y familiares.